# Franz-Josef Neumann

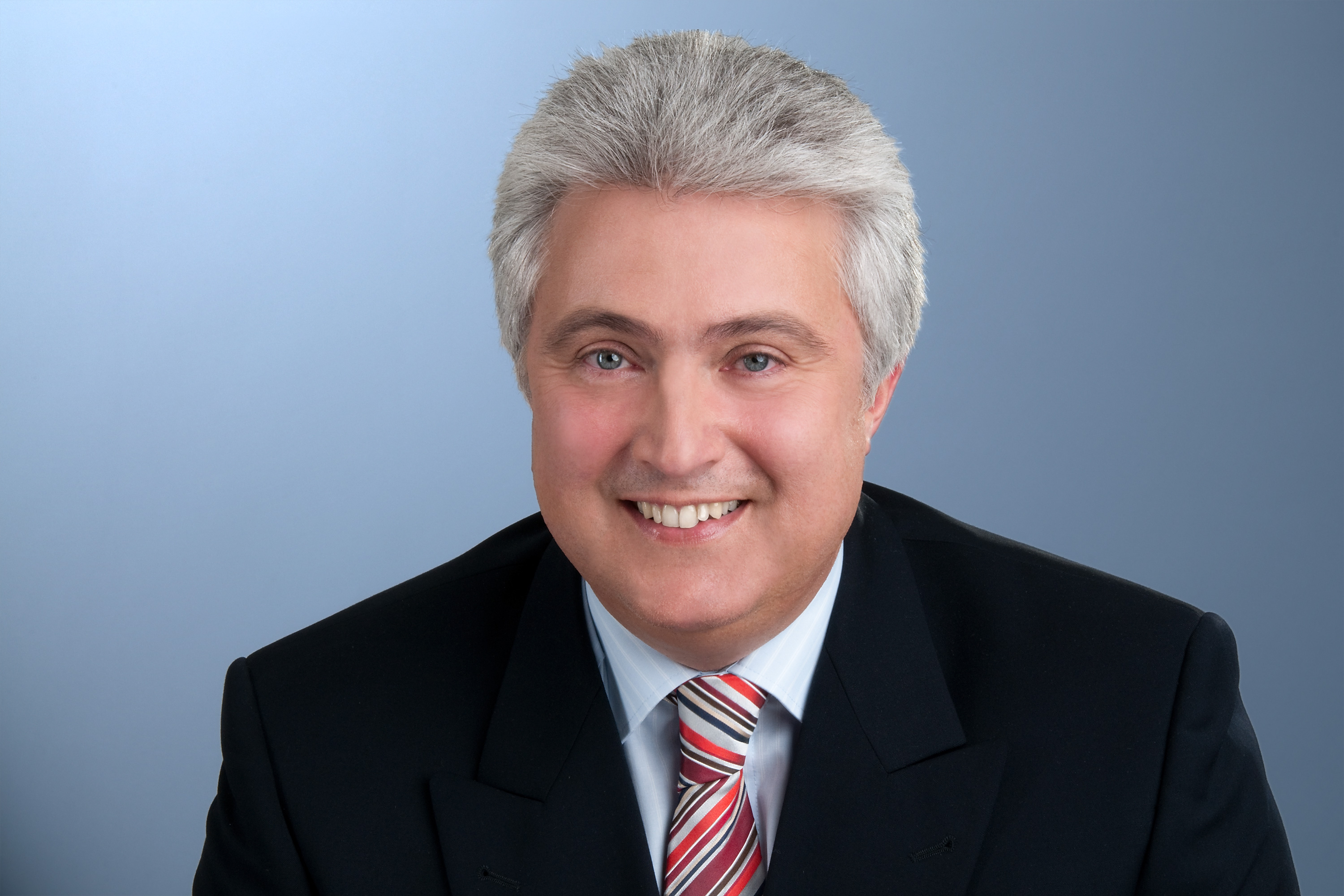
Franz-Josef Neumann (2009)

Franz-Josef Maria Neumann (* 8. Dezember 1955 in Aachen) ist ein Deutscher Kardiologe. Er ist der Ärztliche Direktor der Klinik für Kardiologie und Angiologie II des Universitäts-Herzzentrum Freiburg-Bad Krozingen und hält die W3-Benedikt Kreutz Stiftungsprofessur für Innere Medizin/Herz- und Kreislauferkrankungen  der Universität Freiburg. Sein klinischer und wissenschaftlicher Schwerpunkt ist die interventionelle Kardiologie. 

## Leben und Wirken
Nach Besuch von Volksschule und des Kaiser-Karls-Gymnasiums Aachen  mit Abitur 1974 begann Neumann sein Medizinstudium an der Technischen Hochschule Aachen. Im Jahr 1977 wurde er Stipendiat der Studienstiftung des deutschen Volkes und ergänzte sein Studium an der Universität London (1979–1980). Seine Approbation zum Arzt wurde im November 1980 erteilt.
Nach wissenschaftlicher Tätigkeit am Physiologischen Institut der Technischen Hochschule Aachen erfolgte 1982 die Promotion zum Dr. med. Den Grundwehrdienst leistete Neumann in Geilenkirchen.
Die Ausbildung zum Facharzt für Innere Medizin erfolgte 1983–1991 an der Medizinischen Universitätsklinik der  Ruprecht-Karls-Universität Heidelberg mit Habilitation (1991) und Zusatzbezeichnung Kardiologie (1992).
Ab 1992 war Neumann zunächst leitender Oberarzt an der Kardiologischen Klinik des Deutschen Herzzentrums München mit Ernennung zum außerordentlichen Professor  für klinische und interventionelle Kardiologie (1996). Er wurde ständiger Vertreter des ärztlichen Direktors an der 1. Medizinischen Klinik der Technischen Universität München (1999–2001).
Von 2001 bis 2012 war Neumann Geschäftsführender Ärztlicher Direktor des Herzzentrums Bad Krozingen und wurde 2002 zum Honorarprofessor der Universität Freiburg ernannt. Seit 2012 ist er Ärztlicher Direktor der Klinik für Kardiologie und Angiologie II des Universitäts-Herzzentrum Freiburg · Bad Krozingen; 2013 wurde er auf die Benedikt-Kreutz-Stiftungsprofessur für Innere Medizin/Herz- und Kreislauferkrankungen der Albert-Ludwigs-Universität Freiburg berufen.

## Mitgliedschaften und Ehrungen
- Deutsche Gesellschaft für Herz- und Kreislaufforschung
- Fellow der European Society of Cardiology

## Veröffentlichungen
- Publikationsliste des Herzzentrums Bad Krozingen